# Ancepaspidinae
Ancepaspidinae (лат.) — подсемейство полужесткокрылых насекомых-кокцид из семейства щитовки (Diaspididae).

## Распространение
Новый Свет: Неарктика и Неотропика. Встречаются от США (Аризона, Джорлжия) до Бразилии.

## Описание
Мелкие щитовки, инкрустированные покровами. Взрослая самка (AF) без пластинок или железистых шипов; протоки отсутствуют или мелкие; антенны с несколькими волосками (редко с 1 волоском); с порами или без пор около переднего дыхальца, без пор около заднего дыхальца; перивульварные поры, когда присутствуют, образуют горизонтальную полосу перед вульвой; с 0—3 (обычно 0) парами пигидиальных лопастей; первая пара лопастей L1, когда присутствует, четырёхгранная, апикальный край зубчатый или зазубренный; L2 однолопастная или двулопастная; L3 однолопастная. Молодая стадия самки 2F без бахромчатых пластинок; с железистыми шипами или без них; с 0—3 парами пигидиальных лопастей; с протоками или без них — если маргинальные протоки присутствуют у второвозрастной самки, они двустворчатые и часто короткие и широкие (бочкообразные). У нимфы-краулера CR антенна 6-сегментная; с перегородкой между голенью и лапкой; тарзальная перепонка присутствует; субмедиальная дорсальная перепонка присутствует на абдоминальных сегментах I—VII; субмедиальный дорсальный проток присутствует на абдоминальном сегменте II. Взрослый самец (AM) бескрылый, с булавовидной антенной (у 2 видов Ancepaspis; взрослый самец AM не описан для других родов). Молодая стадия самца 2M удлинённая, белая, с терминальными экзувиями; микроскопические признаки не описаны. Самец диплоидный, половина хромосом гетерохроматична.

## Классификация
В мировой фауне 6 родов. В 1965 году советский энтомолог Николай Сергеевич Борхсениус впервые выделил группу в ранге трибы Ancepaspidini. В 2019 году она получила ранг подсемейства.
- Ancepaspis
- Anotaspis
- Costalimaspis
- Fissuraspis
- Nicholiella
- Pelliculaspis